# Engoulevent à queue courte
Lurocalis semitorquatus
Espèce
Synonymes
- Caprimulgus semitorquatus Gmelin, 1789
(protonyme)

Statut de conservation UICN

 LC  : Préoccupation mineure
L'Engoulevent à queue courte (Lurocalis semitorquatus) est une espèce d'oiseaux de la famille des Caprimulgidae.

## Description
L'engoulevent à queue courte a les parties supérieures, les côtés de la tête et la poitrine brun noirâtre, marqués différemment de chamois et de blanc, plus grossièrement sur la queue et les plumes de vol. La couleur blanche est plus représentée sur les côtés du cou, les scapulaires et le long de l'intérieur des secondaires. Une large bande blanche traverse la gorge. L'abdomen, les plumes sous la queue et le dessous des ailes sont de couleur rouille barrés de brun sombre.

## Répartition
Cette espèce vit en Amérique du Sud.

## Sous-espèces

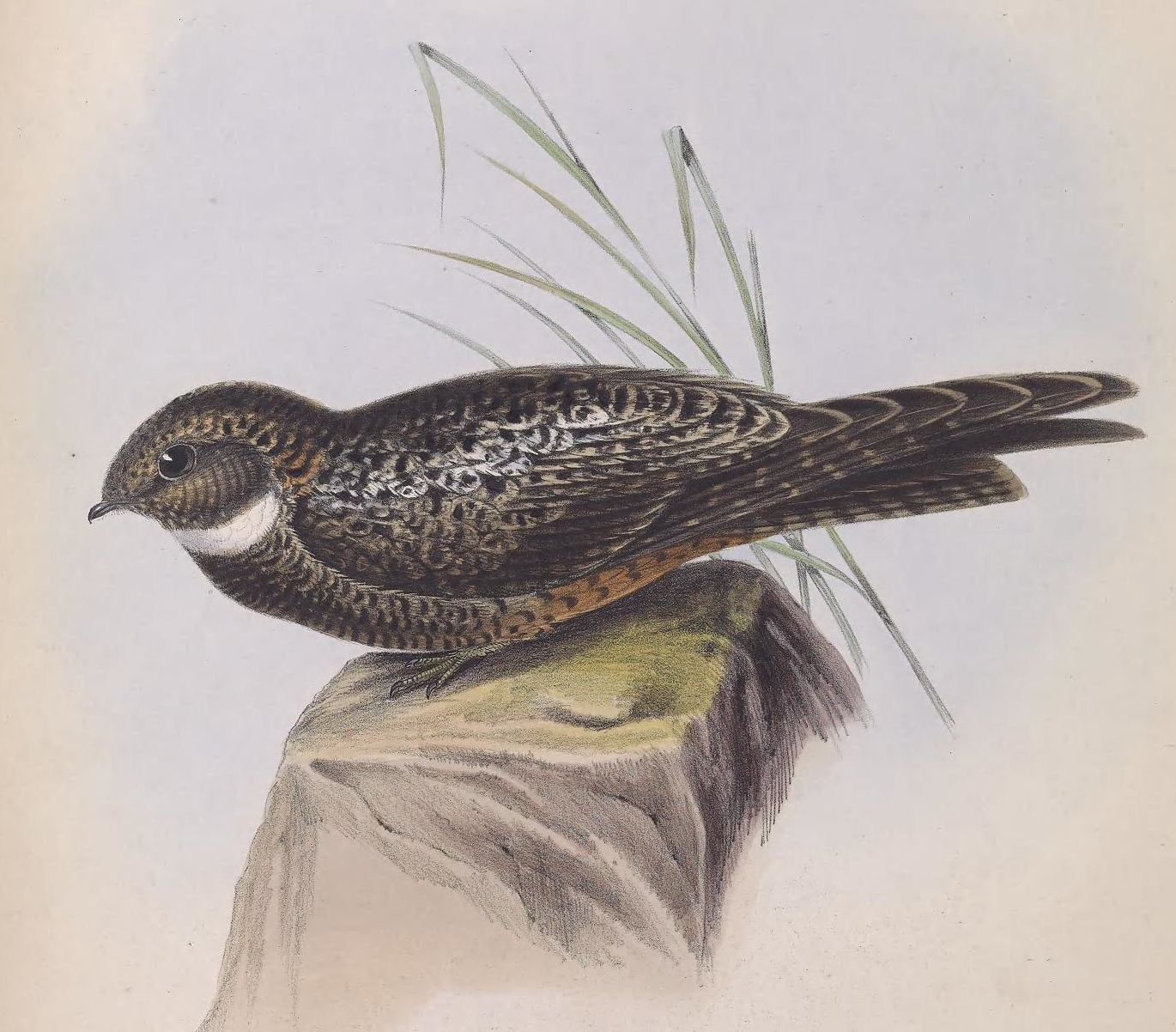

D'après la classification de référence (version 12.1, 2022) du Congrès ornithologique international, cette espèce est constituée des quatre sous-espèces suivantes (ordre phylogénique) :
- Lurocalis semitorquatus stonei Huber, 1923 ; incluant Lurocalis semitorquatus noctivagus Ridgely (en) & Greenfield, 2001.
- Lurocalis semitorquatus semitorquatus (Gmelin, JF, 1789) ;
- Lurocalis semitorquatus schaeferi Phelps & Phelps Jr, 1952 ;
- Lurocalis semitorquatus nattererii (Temminck, 1822).